# Tieling

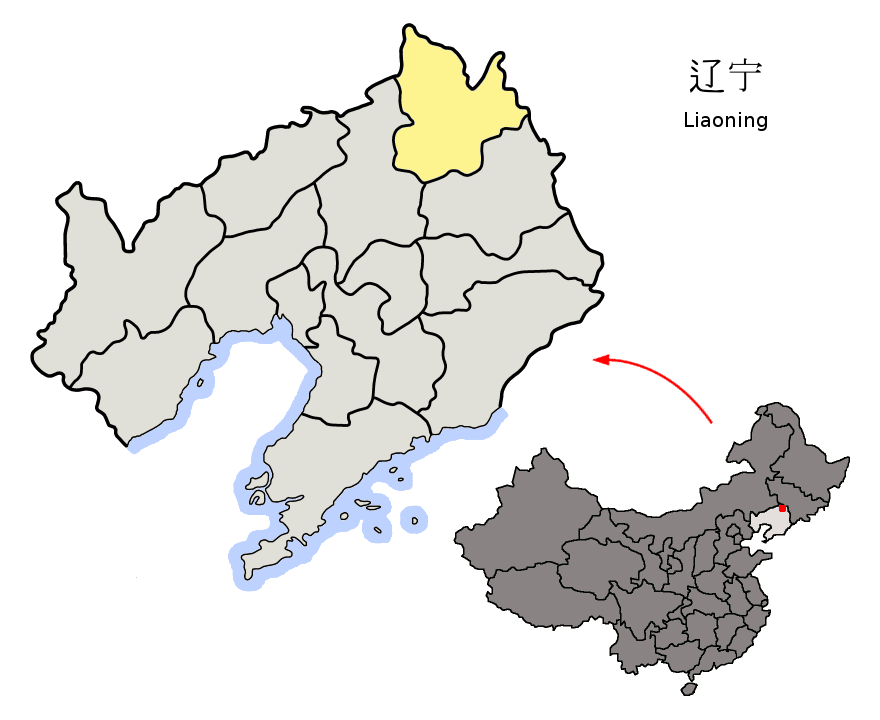
Lage der Stadt Tieling in der Provinz Liaoning

Tieling (chinesisch 鐵嶺市 / 铁岭市, Pinyin Tiělíng Shì) ist eine bezirksfreie Stadt im Norden der chinesischen Provinz Liaoning. Mit einer Gesamtbevölkerung von 2.388.294 Einwohnern (Stand: Zensus 2020) ist Tieling die siebtgrößte bezirksfreie Stadt der Provinz. 459.985 davon leben in den Stadtbezirken, der Rest im Umland (Stand: Zensus 2020). Die Fläche beträgt 12.980 km².

## Administrative Gliederung
Die bezirksfreie Stadt Tieling setzt sich auf Kreisebene aus zwei Stadtbezirken, zwei kreisfreien Städten und drei Kreisen zusammen. Diese sind (Stand: Zensus 2020):
- Stadtbezirk Yinzhou - 银州区 Yínzhōu Qū, 171 km², 375.292 Einwohner;
- Stadtbezirk Qinghe - 清河区 Qīnghé Qū, 482 km², 84.693 Einwohner;
- Stadt Diaobingshan - 调兵山市 Diàobīngshān Shì, 263 km², 206.058 Einwohner;
- Stadt Kaiyuan - 开原市 Kāiyuán Shì, 2.814 km², 460.927 Einwohner;
- Kreis Tieling - 铁岭县 Tiělǐng Xiàn, 2.243 km², 324.383 Einwohner;
- Kreis Xifeng - 西丰县 Xīfēng Xiàn, 2.684 km², 225.123 Einwohner;
- Kreis Changtu - 昌图县 Chāngtú Xiàn, 4.326 km², 711.818 Einwohner.